# Michael Avenatti

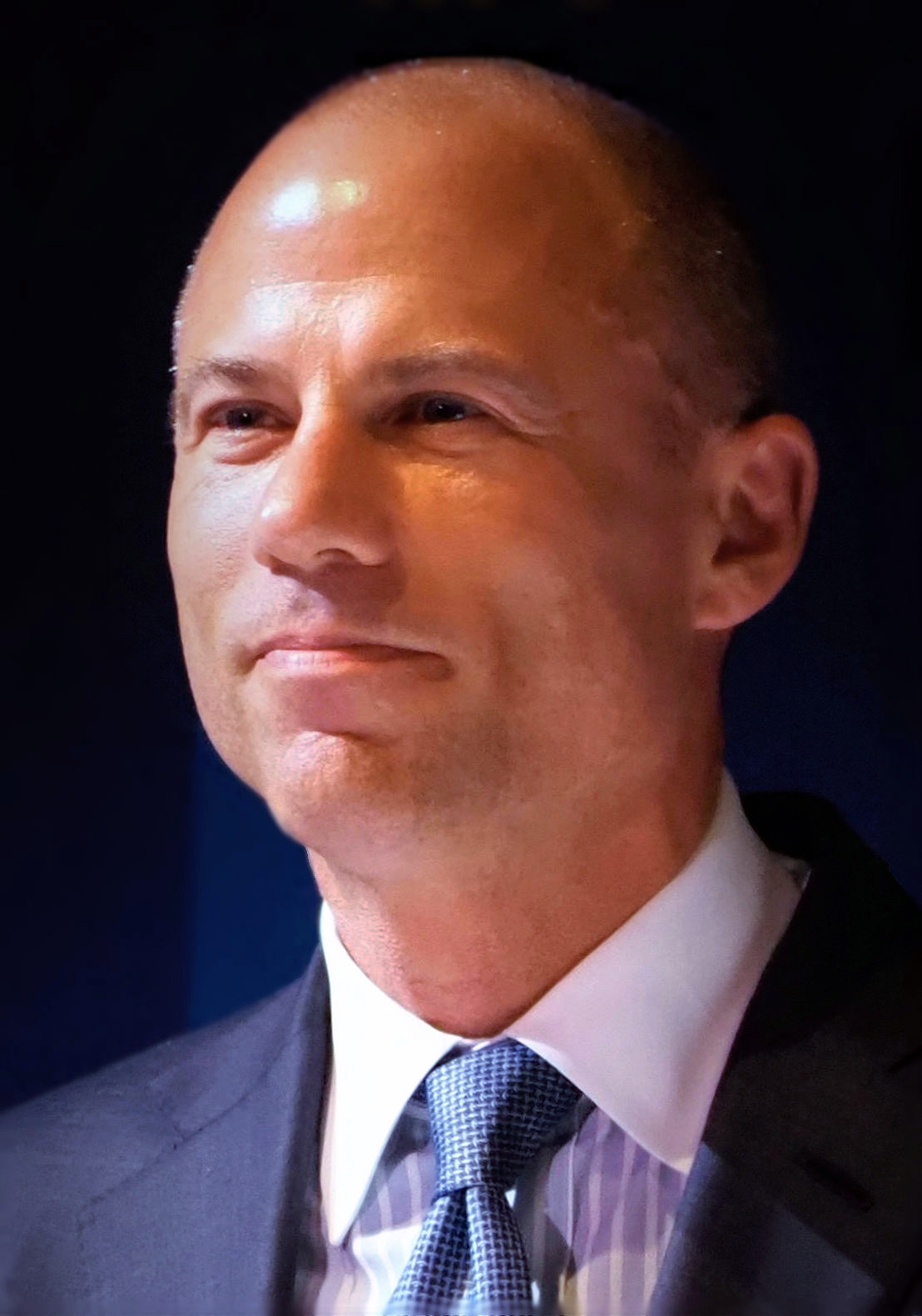
Michael Avenatti (2018)

Michael Avenatti (* 16. Februar 1971 in Sacramento, Kalifornien) ist ein US-amerikanischer Jurist und Rennfahrer. Er erlangte international Bekanntheit als Rechtsanwalt der Pornodarstellerin Stormy Daniels. Wegen versuchter Erpressung wurde er im Februar 2020 zu einer Haftstrafe von 30 Monaten verurteilt. 2022 wurde er wegen Identitätsdiebstahl und Betruges zu 14 Jahren verurteilt.

## Biografie
Avenatti wurde im kalifornischen Sacramento geboren und wuchs in Missouri auf. Er absolvierte ein Studium an der George Washington University in Washington, D.C. Während des Studiums arbeitete er für Rahm Emanuel, der später Stabschef von Barack Obama wurde.
Ab 2007 betrieb er ein eigenes Anwaltsbüro Eagan Avenatti, LLP. Er gewann mehrere großangelegte Sammelklagen, so gegen einen Hersteller von OP-Mänteln, der nicht darauf hingewiesen hatte, dass die Mäntel nicht vor HIV- und Ebola-Viren schützten (450 Millionen USD Schadensersatz gegen Kimberly-Clark und Halyard Health) und einen Friedhofsbetreiber, der menschliche Überreste im Müll entsorgt hatte, um auf dem Friedhof Platz zu schaffen (80 Millionen USD Schadensersatz gegen Service Corporation International).
In seiner Freizeit fuhr er Autorennen, u. a. im Porsche Supercup und in der amerikanischen Le-Mans-Serie.
Avenatti bekundete Interesse für eine Bewerbung als Vertreter der Demokraten für die Präsidentschaftswahl 2020.

### Anwalt von Pornodarstellerin Stormy Daniels
Seit März 2018 trat Avenatti öffentlich als Anwalt der amerikanischen Pornodarstellerin und Stripperin Stormy Daniels auf. In dem Rechtsstreit mit Donald Trump ging es zentral um eine Verschwiegenheitserklärung. Während des Wahlkampfs zur Präsidentschaftswahl 2016 hatte sich Stormy Daniels mit Trumps Anwalt Michael Cohen auf eine Zahlung von 130.000 USD geeinigt. Im Gegenzug sollte sie nicht über eine vermeintliche Affäre mit dem Immobilien-Tycoon sprechen, die sich ab 2006 zugetragen haben soll. Avenatti und Daniels fochten diese Verschwiegenheitserklärung vor einem Zivilgericht in Los Angeles an. Hiernach sei das Dokument zwar von Daniels, nie aber von Trump selbst unterzeichnet worden.
Im Zuge der Auseinandersetzung suchte Avenatti immer wieder die Öffentlichkeit im Fernsehen oder auf Twitter, wo er in allen Angelegenheiten, die Donald Trump angehen, das Hashtag #Basta benutzt. Am 29. Juli 2018 wurde Avenatti von QAnon öffentlich bedroht. QAnon veröffentlichte ein Foto eines mutmaßlich bewaffneten Mannes, der vor Avenattis Büro stand.

### Anwalt von Julie Swetnick
Avenatti vertrat Julie Swetnick, die Vergewaltigungsvorwürfe gegen Brett Kavanaugh bei dessen Nominierung an den Obersten Gerichtshof der Vereinigten Staaten erhoben hatte. In einem NBC-Fernsehinterview nahm Swetnick jedoch ihre in einer eidesstattlichen Erklärung gemachten Aussagen zurück.

### Strafverfahren
Avenatti wurde wegen Erpressungsversuch von Nike um bis zu 25 Millionen US-Dollar angeklagt. Nachdem er zunächst gegen Kaution auf freiem Fuß war, wurde er wegen Auflagenverstößen im Januar 2020 in Haft genommen. Im Februar 2020 wurde Avenatti in einem Strafprozess von einer Jury schuldig gesprochen. Im Juli 2021 wurde das Strafmaß von 30 Monaten Haft verkündet. Er legte gegen das Urteil Berufung ein.
In New York wurde Avenatti im Februar 2022 in einem Prozess wegen Identitätsdiebstahl und Betruges (wire fraud) verurteilt. Eine Jury hatte ihn für schuldig erklärt, weil er von seiner Mandantin Stormy Daniels Tantiemenzahlungen in Höhe von knapp 300.000 US-$ unterschlagen hatte.
In einem weiteren Verfahren, das 2020 begann, warf man ihm vor, Mandanten um Millionen von Dollar betrogen zu haben. Außerdem habe er die US-Steuerbehörde IRS behindert, Steuern in Höhe von 5 Millionen Dollar seines Mandanten Tully's Coffee einzuziehen. Avenatti plädierte auf schuldig, nachdem 31 von 35 Vorwürfen von Betrug aus der Anklage gestrichen wurden. Im Dezember 2022 wurde er zu 14 Jahren Haft verurteilt sowie zu einer Entschädigung in Höhe von mehr als zehn Millionen Dollar an seine Mandanten und das IRS.
Er ist inhaftiert in der Federal Correctional Institution, Terminal Island.

## Renn-Statistik

### Le-Mans-Ergebnisse
| Jahr | Team           | Fahrzeug               | Teamkollege         | Teamkollege     | Platzierung | Ausfallgrund |
| ---- | -------------- | ---------------------- | ------------------- | --------------- | ----------- | ------------ |
| 2015 | JMW Motorsport | Ferrari 458 Italia GT2 | Abdulaziz Al Faisal | Kuba Giermaziak | Rang 36     |              |

### Sebring-Ergebnisse
| Jahr | Team                     | Fahrzeug               | Teamkollege | Teamkollege     | Teamkollege     | Platzierung | Ausfallgrund |
| ---- | ------------------------ | ---------------------- | ----------- | --------------- | --------------- | ----------- | ------------ |
| 2012 | Competition Motorsports  | Porsche 997 GT3 Cup    | Bob Faieta  | Cort Wagner     |                 | Rang 42     |              |
| 2013 | Dempsey Del Piero Racing | Porsche 997 GT3 Cup    | Bob Faieta  | Andrew Davis    |                 | Rang 29     |              |
| 2014 | GB Autosport             | Porsche 911 GT America | Bob Faieta  | Duncan Huisman  | Damien Faulkner | Rang 35     |              |
| 2015 | GB Autosport             | Porsche 911 GT America | Mike Skeen  | Kuba Giermaziak | Damien Faulkner | Ausfall     | Defekt       |

### Einzelergebnisse in der FIA-Langstrecken-Weltmeisterschaft
| Saison | Team                    | Rennwagen              | 1   | 2   | 3   | 4   | 5   | 6   | 7   | 8   |
| ------ | ----------------------- | ---------------------- | --- | --- | --- | --- | --- | --- | --- | --- |
| 2012   | Competition Motorsports | Porsche 997 GT3 Cup    | SEB | SPA | LEM | SIL | SAO | BAH | FUJ | SHA |
| 2012   | Competition Motorsports | Porsche 997 GT3 Cup    | 42  |     |     |     |     |     |     |     |
| 2015   | JMW Motorsport          | Ferrari 458 Italia GT2 | SIL | SPA | LEM | NÜR | AUS | FUJ | SHA | BAH |
| 2015   | JMW Motorsport          | Ferrari 458 Italia GT2 | 36  |     |     |     |     |     |     |     |